# Lijst van alumni van de Faculteit Recht en Criminologie UGent
In onderstaande lijst zijn namen opgenomen van alumni van de Faculteit Recht en Criminologie, voorheen gekend als de Faculteit Rechtsgeleerdheid van de Universiteit Gent, die in 1817 werd opgericht. De Rechtsfaculteit was een van de vier stichtende faculteiten. In 1927 werd de studentenvereniging VRG (Vlaams Rechtsgenootschap Gent) opgericht.

## B
- Balthazar Tom
- Bauters Paul
- Bergmann Anton
- Biebuyck Pierre
- Bloch Alain
- Bossuyt Marc
- Bouckaert Boudewijn
- Bouckaert Frans
- Bourgeois André
- Bourgeois Geert
- Bracke Marie-Rose

## C
- Calewaert Willy
- Chevalier Pierre
- Claes Albert
- Claeys Gustaaf-Julien
- Claeys-Bouüaert Alfred
- Cooreman Gerard
- Crevits Hilde
- Criel Wim

## D
- De Bock Jan
- De Bolle Catherine
- De Clercq Willy
- De Clippele Pierre Jean
- Deconinck Beatrijs
- de Decker Pieter
- De Graeve Bert
- de Kerchove de Denterghem Oswald
- de Pauw Napoleon
- De Ridder Remi
- De Saegher Pierre
- de Saint-Genois Jules
- de Schryver August
- De Vigne Julius
- De Vos Marc
- D'Hondt Victor

## F
- Fredericq Louis
- Floré Etienne

## G
- Gheldolf Albert
- Gondry August

## H
- Heirbaut Rob

## K
- Kluyskens Albert
- Krings Ernest

## L
- Lachaert Egbert
- Lambert Geert
- Lavrysen Luc
- Leterme Yves
- Lippens Hippolyte
- Loonens Jan

## M
- Macours Georges
- Maertens Jean
- Maeterlinck Maurice
- Meganck Bart
- Merchiers Laurent
- Metdepenningen Hippolyte
- Moerman Fientje
- Mortelmans Kamiel
- Mortier Gerard

## N
- Nolf Jan

## R
- Raes Koen
- Rolin Hyppolyte
- Rolin Albéric
- Rolin-Jaequemyns Gustave
- Ronse Edmond

## S
- Sabbe Victor
- Schauvliege Joke
- Schrans Guy
- Stevens Roger
- Storme Marcel
- Storms Annelies
- Struye Paul
- Sunt Chris

## T
- Tack Roland
- Talpe Emmily

## V
- Van Bogaert Elie
- Van Caenegem Raoul
- Van Bossuyt Anneleen
- Van Cutsem Jean-Baptiste
- Van Damme Marnix
- Vandekerckhove Ankie
- Vande Lanotte Johan
- Vandenbosch Firmin
- Van den Bossche Luc
- Vandenbossche Dany
- Van den Heuvel Jules
- Van Duyse Prudens
- Van Eeckhaut Piet
- van Eeckhoutte Willy
- Van Hecke Mieke
- Van Hoorebeke Emile
- Van Houtte Jean
- van Meerhaeghe Marcel
- Van Rouveroij Sas
- Van Steenbrugghe Walter
- Verbeke Johan
- Verhaegen Guido
- Verwilghen Marc
- Verhofstadt Guy
- Vuylsteke Julius

## W
- Waelbroeck Charles
- Wymeersch Eddy